# Молодёжная палата Минского городского Совета депутатов
Молодёжная палата при Минском городском Совете депутатов (бел. Моладзевая палата  пры Мінскім гарадскім Савеце дэпутатаў) — орган молодёжного парламентаризма в Минске. Создана в 2007 году решением Президиума Минского городского Совета депутатов в целях популяризации среди молодежи системы местного управления и самоуправления, выявления лидеров молодёжного движения, предоставления молодежи возможности участия в разработке и реализации городских программ.
Молодежная палата при Минском городском Совете депутатов является первым примером молодежного парламентаризма в Республике Беларусь.
Деятельность Молодежной палаты осуществляется на основе Положения о Молодежной палате при Минском городском Совете депутатов утверждаемого Президиумом Минского городского Совета депутатов.
Организационное и координационное сопровождение деятельности Молодежной палаты при Минском городском Свете депутатов осуществляют: Постоянная комиссия по молодёжной политике и связям с общественными организациями Минского городского Совета депутатов, структурные подразделения Минского городского исполнительного комитета.
Срок полномочий членов Палаты составляет 2 года. Члены Молодёжной палаты работают на сессиях, в составе постоянных комиссий Молодёжной палаты, участвуют в выездных заседаниях и семинарах. Основная тематика рассматриваемых вопросов — молодёжная политика в городе Минске. 
Все решения Молодёжной палаты носят рекомендательный характер.

## Созывы Молодёжной палаты

### Информация о сроках работы
- I созыв: 2007 г.- 2009 г.
- II созыв: 2009 г. - 2011 г.
- III созыв - 2011 г. - 2014 г.[2].
- IV созыв - 2014 г. - 2017 г.[3].
- V созыв -  2017 г. - 2019 г.[4].

## Система избрания

### I-II созывы Палаты
Избирательная кампания по выборам членов Молодежной палаты 1-го и 2-го созывов проводилась в два этапа. 
Первый этап — участковые выборы. На каждом участке (в соответствующем учреждении образования) избирали одного из зарегистрированных кандидатов путем тайного голосования. Он становился участником второго этапа — окружных выборов. Избирательные округа включали в себя учебные заведения, находящиеся на территории данного избирательного округа. Победителей окружных выборов определяла окружная избирательная комиссия. Победители окружных выборов становились членами Молодежной палаты   .

### III созыв Палаты
Избирательная кампания по выборам членов Молодежной палаты 3-го созыва проходила в принципиально новом для Республики Беларусь формате молодежных праймериз. Первый тур выборов (интернет-голосование) был организован на специально созданном сайте mp2011.by. Молодые люди, желающие принять участие в выборах, представляли свои анкеты и видеообращения к избирателям, которые размещались на данном сайте. Открытое интернет-голосование продолжалось в течение недели. Таким образом были определены по три кандидата от каждого избирательного округа. 
Второй этап (прямые выборы) завершился Единым днем голосования, который прошел в столице 23 декабря 2011 г. .

### IV созыв Палаты
В январе-феврале 2014 г. проходили выборы членов Молодежной палаты 4-го созыва.
Изменениям подверглась система избрания членов Палаты. Выборы в Молодежную палату 4-го созыва, как и прежде, проходили в два этапа, однако их суть частично изменилась.
Первый этап выборов в Молодежную палату 4-го созыва – молодежный праймериз (предварительные выборы), осуществляемые с помощью сети Интернет. На специально созданном сайте mp2014.by была размещена информация об участниках, а также выдвигаемые ими программные тезисы и информация о проведенных кандидатами акциях (акция по благоустройству города, акция по поддержке социально-незащищенной группы населения). 
На протяжении первого этапа любой желающий интернет-пользователь мог ознакомиться с программами кандидатов и проголосовать за понравившегося ему кандидата. По итогам интернет-праймериз в каждом избирательном округе определились три кандидата, которые стали участниками второго этапа выборов.
Второй этап — окружные выборы — включали в себя 3 подэтапа — презентация кандидата, презентация программы кандидата, брифинг (вопросы кандидатам, задаваемые комиссией и зрителями). Кандидат, набравший наибольшее количество баллов по итогам трех подэтапов становился членом Молодежной палаты 4-го созыва. 
В ходе выборов в 4-й созыв конкурс на одно место в Палату составил 5 человек. 
Всего в избирательной кампании по выборам членов Молодежной палаты 4-го созыва приняли участие более тысячи молодых жителей города Минска.
Формирование состава Молодежной палаты 4-го созыва было завершено в марте 2014 года .

### V созыв Палаты
В 2017 году был объявлен старт выборов в 5-й созыв Молодежной палаты. Выборы проходили в три этапа: регистрация кандидатов, молодежный праймериз (или пятидневное электронное голосование в Интернете), который проходил с 27 по 3 марта и Единый день голосования, который состоялся 11 марта в городе Минске, где впервые в Республике Беларусь состоялось голосование членов коллегий выборщиков.
Общее количество принявших участие в выборах избирателей превысило 70 000 человек. Из них 69 384 — приняли участие в предварительных электронных выборах (Праймериз); свыше 2000 человек вошли в окружные коллегии выборщиков и приняли участие в Едином дне голосования 11 марта 2017 года. 
Конкурс в 5-й созыв составил 4,5 человек на одно место.
Так, большинство из новоизбранных членов Молодёжной палаты — девушки. В 5-м созыве их будет работать 32 человека из 57 избранных  .

## Структура органа
В структуру Молодёжной палаты входит 57 членов, избранных по одномандатным округам, идентичным избирательным округам по выборам депутатов Минского городского Совета депутатов.
Руководство деятельностью Палаты осуществляет председатель и 2 заместителя председателя.
Общим коллегиальным органам Молодёжной палаты является Президиум Палаты в состав которого входят:
- Председатель Молодёжной палаты;
- Заместители председателя Молодёжной палаты;
- Председатели постоянных комиссий Молодёжной палаты.

### Постоянные комиссии Палаты

#### I - IV созывы
Члены Молодёжной палаты работали в составе 5 постоянных комиссий:
- по вопросам образования и профориентации молодежи;
- по пропаганде здорового образа жизни, популяризации физической культуры и спорта в молодежной среде;
- по гражданско-патриотическому воспитанию молодежи и профилактике правонарушений в молодежной среде;
- по организации досуга и проведению культурно-массовых мероприятий для молодежи;
- по вопросам экологии, развития волонтерского движения и связям с общественными организациями [2].

#### V созыв
Члены Молодёжной палаты работают в составе 6 постоянных комиссий:
- по региональному и международному сотрудничеству;
- по инновационному развитию и предпринимательству;
- по образованию, науке, культуре и социальным вопросам;
- по вопросам экологии, волонтерского движения и связям с общественными организациями;
- по здравоохранению, физической культуре и развитию инклюзии;
- по гражданскопатриотическому воспитанию и профилактике правонарушений в молодёжной среде [9].

## Руководители

### II-III созывы Палаты
Председатель Молодёжной палаты — Ковалев Владимир Сергеевич . 

### IV-V созывы Палаты
Председатель Молодёжной палаты — Макаревич Егор Андреевич .